# Supruny
Supruny (białorus. Супруны) – wieś w Polsce położona w województwie podlaskim, w powiecie białostockim, w gminie Michałowo.

## Historia
Wieś powstała w XVII wieku. W roku 1859 wieś podlegała pod folwark Romanowo, znajdujący się w obrębie starostwa jałowskiego. W miejscowości zamieszkiwały wówczas 4 rodziny. 
Według Pierwszego Powszechnego Spisu Ludności z 1921 roku wieś liczyła 6 domów i 42 mieszkańców (18 kobiet i 24 mężczyzn). Wszyscy mieszkańcy miejscowości zadeklarowali wówczas narodowość białoruską oraz wyznanie prawosławne. W okresie międzywojennym wieś znajdowała się w powiecie wołkowyskim w gminie Tarnopol.
W latach 1975–1998 miejscowość administracyjnie należała do województwa białostockiego.

## Inne
W strukturze Kościoła prawosławnego miejscowość podlega parafii pw. św. Jana Chrzciciela w Nowej Woli. Natomiast wierni kościoła rzymskokatolickiego należą do parafii pw. Wniebowzięcia Najświętszej Maryi Panny i św. Stanisława Biskupa i Męczennika w Narwi.